# Interstellar Overdrive
《Interstellar Overdrive》는 핑크 플로이드의 사이키델릭 장르의 노래로, 1967년 데뷔 앨범인 The Piper at the Gates of Dawn에 10분에 가까운 길이로 수록되어있다. 같은 해 데뷔 앨범보다 먼저 발매된 영화 Tonite Let's All Make Love in London의 사운드트랙에서는 더 긴 곡을 들을 수 있었다. 이 트랙의 다른 버전이 불법 녹음의 형태로 팔리기도 했다.